# Bertil Koch
Karl Axel Bertil Koch, född 16 maj 1905 i Falköping, död 26 augusti 1972, var en svensk jurist som var lagman i Stenungsunds tingsrätt från 1971 till sin död 1972.
Koch blev juris kandidat vid Uppsala universitet 1926 och blev fiskal i Svea hovrätt 1932. Han blev hovrättsråd 1940, var häradshövding i Orusts och Tjörns domsaga (Orusts, Tjörns och Inlands domsaga från 1955)  1944-1970 och var lagman i Stenungsunds tingsrätt 1971-1972.
Koch var son till borgmästare Sigurd Koch och hans maka Tullie, född Helander. Han var från 1936 gift med Karin, född Öhrnell 1905. De hade två barn.